# Goszczanowiec
Goszczanowiec [ɡɔʂt͡ʂUnˈnɔvjɛt͡s] (en alemán: Guschterholländer) es un pueblo ubicado en el distrito administrativo de Gmina Drezdenko, dentro del Condado de Strzelce-Drezdenko, Voivodato de Lubusz, en Polonia occidental. Se encuentra aproximadamente a 18 kilómetros al suroeste de Drezdenko, a 16 km al sur de Strzelce Krajeńskie, y a 25 kilómetros al este de Gorzów Wielkopolski.
Antes de 1945, el área fue parte de Alemania. Después de la Segunda Guerra Mundial, la población local fue expulsada y reemplazada por polacos.
El pueblo tiene una población de 1000 habitantes.